# Симрисхамн
Си́мрисхамн (швед. Simrishamn) — город на юге Швеции в лене Сконе, центр одноименной коммуны. Несмотря на небольшое население, 6 546 человек (по переписи 2005 года), по историческим причинам, Симрисхамна обычно всё ещё называют городом.
Симрисхамн представляет собой живописный приморский город, группирующийся вокруг главной улицы Стургатан (Storgatan), которая проходит через рыночную площадь, центр города. Климат мягкий, так как город согревается Гольфстримом и Балтийским морем, а зона морозостойкости — 8a, что сопоставимо с Парижем.

## История
В исторических источниках впервые упоминается в 1161 году, но как город лишь с 1361. Симрис интерпретировался как «в устье медленно текущей (реки)», а хамн как «порт или гавань», имея в виду современную реку Томмарп. Было высказано предположение, что название как-то связано с кимбрами, германским племенем, так как название города также писалось как Cimbrishavn. В 1658 году, когда Сконе по Роскилльскому миру была окончательно передана от Дании Швеции, в городе проживало около 200 человек. К 1810 году население Симрисхамна увеличилось до 700 жителей, к 1850 году до 1365, а в 1890 году в городе проживало 1966 человек. Реформа местного самоуправления 1971 года сделала Симрисхамн центром одноимённой коммуны с населением около 20 000 человек.

## Экономика
Раньше город жил в основном за счёт рыболовства и судоходства, не случайно в средневековье Симрисхамн упоминается в основном в документах Ганзейского союза. В раннем средневековье причиной роста города были городской рынок, привлекавший продавцов и покупателей со всей Сконе, и промысел сельди. В XVII—XVIII веках через Симрисхамн шла торговля зерном и древесиной, также экспортировались специи, в основном тмин. В карьерах рядом с городом добывался песчаник, который использовался, в частности, для фортификационных работ в Ландскруне. В последние десятилетия XIX века корабли из Симрисхамна плавали по Северным морям, в частности, в Англию, через Атлантику и на Дальний Восток.
В Симрисхамне также развивалась крупная кожевенная промышленность, которая доминировала в деловой жизни города с конца XIX и до первой половины XX века. На пике на фабрике Ehrnbergs & Sons работало более 600 человек. С окончанием Средневековья значение рыболовства для городской экономики сильно упало, но в связи с Первой мировой войной вновь возросло. Гавань была перестроена в начале XX века, но судоходство  было остановлено. Многие моряки уехали в более крупные портовые города, а те кто остались снова занялись рыбной ловлей. Вплоть до 1980-х годов Симрисхамн располагал крупнейшим рыболовным флотом Швеции и был одним из крупнейших рыболовных портов в Балтийском море. Квоты и правила, а также нехватка рыбы сыграли свою роль в упадке рыболовства в Балтийском регионе. В настоящее время жизнь Симрисхамна поддерживается в основном за счёт туризма, сельскохозяйственной промышленности и ряда небольших предприятий. Порт, который всегда имел большое значение для деловой жизни города, был расширен не позднее 1998 года за счёт углубления фарватера и некоторое время использовался для приёма готландской сахарной свёклы после того как поставки свёклы из-за закрытия сахарного завода в Готланде переориентировались на сахарный завод в Кепингебро. Деятельность порта почти полностью прекратилась в 2006 году, когда закрылся сахарный завод в Кепингебро.

## Культура и досуг
В 1857 году в Симрисхамне была основана газета Cimbrishamns-Bladet, которая выходила два или три раза в неделю. Однако в 1934 году газету закрыли. В 1984 году начато издание газеты Österlenmagasinet, которая с 1998 года издаётся газетой Ystads Allehanda (Истад). Газета выходит раз в неделю и распространяется бесплатно по всему Эстерлену. В Симрисхамне также есть местная радиостанция, которая на момент своего основания в 2003 году называлась FMÖsterlen. В настоящее время вещанием в Симрисхамне управляет Radio Active из своего офиса в Истаде.
В городе действует приход лютеранской Церкви Швеции, в состав которого входят церковь Святого Николая и часовня Святого Климента.
В Симрисхамне есть гандбольный клуб Österlens IK (ÖIK) и флорбольный клуб FC Cimrishamn (FCC), который проводит домашние матчи на стадионе «Йонебергсхаллен». Также в Симрисхамне работает гольф-клуб Österlens GK, который располагает двумя полями на 18 лунок, а также полем на 6 лунок в 8 км к северу от Симрисхамна.

## Галерея

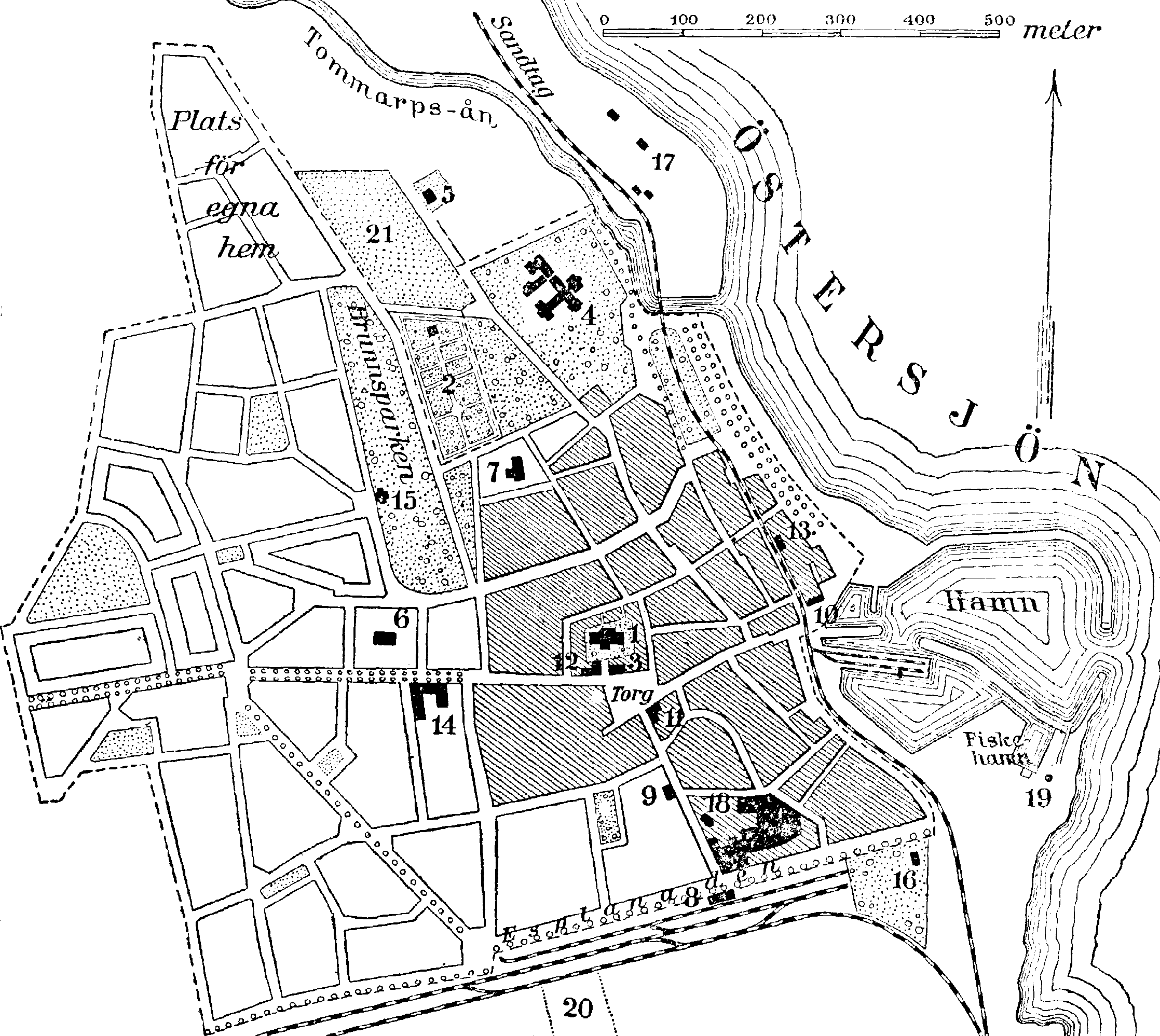
План улиц до 1917 г.
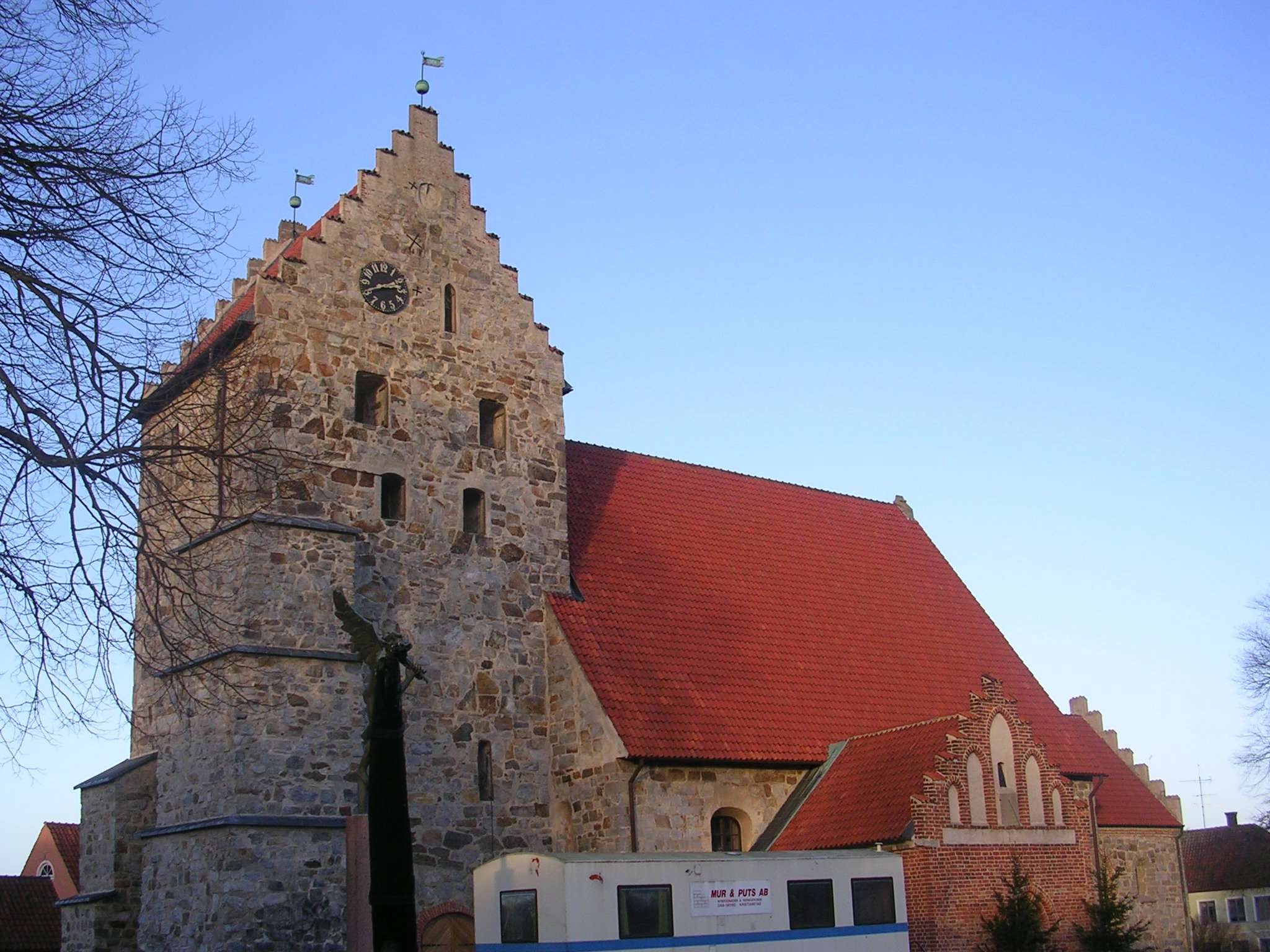
Кирха Святого Николая, средневековая церковь в центре Симрисхамна
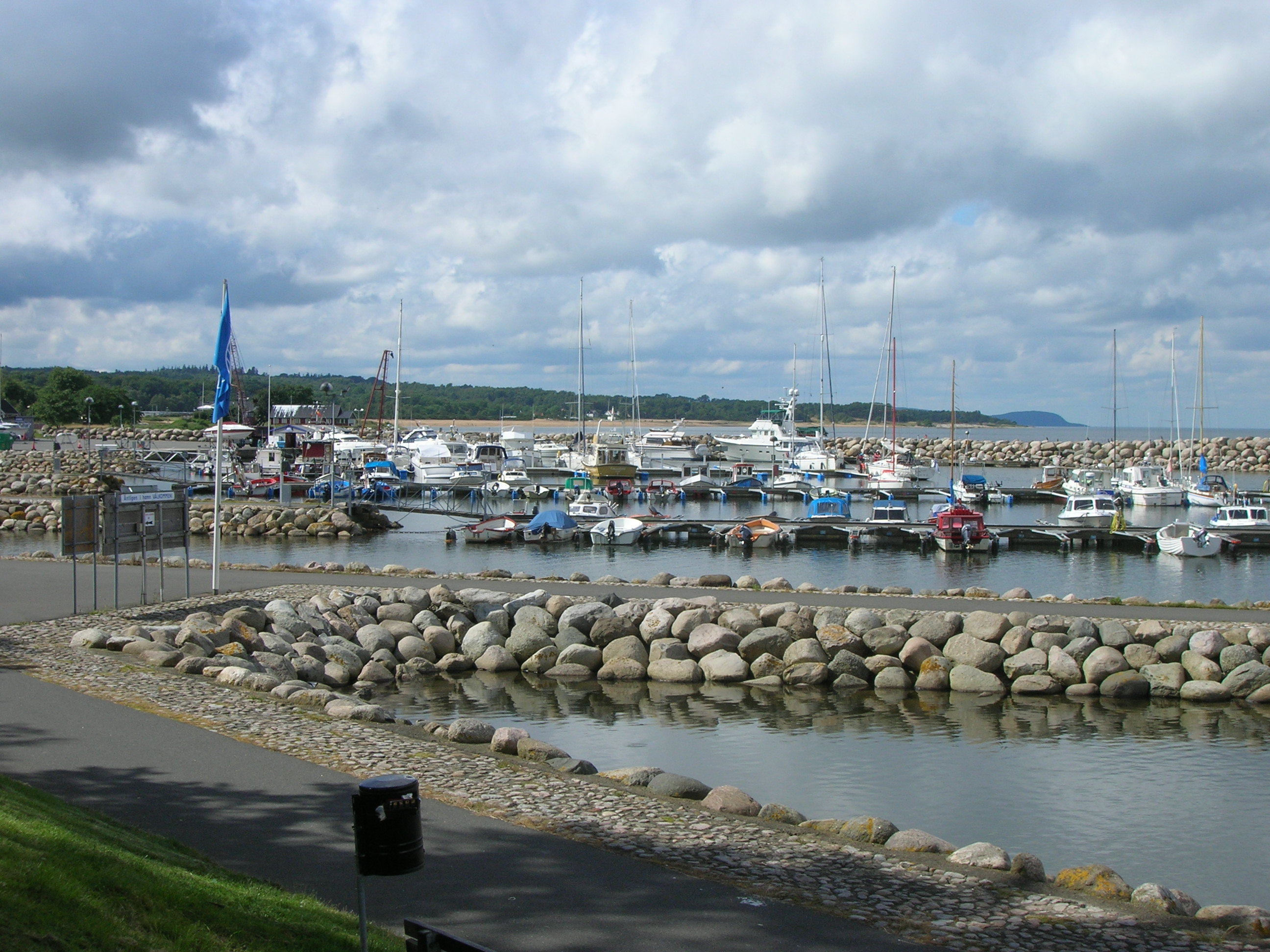
Гавань Симрисхамн
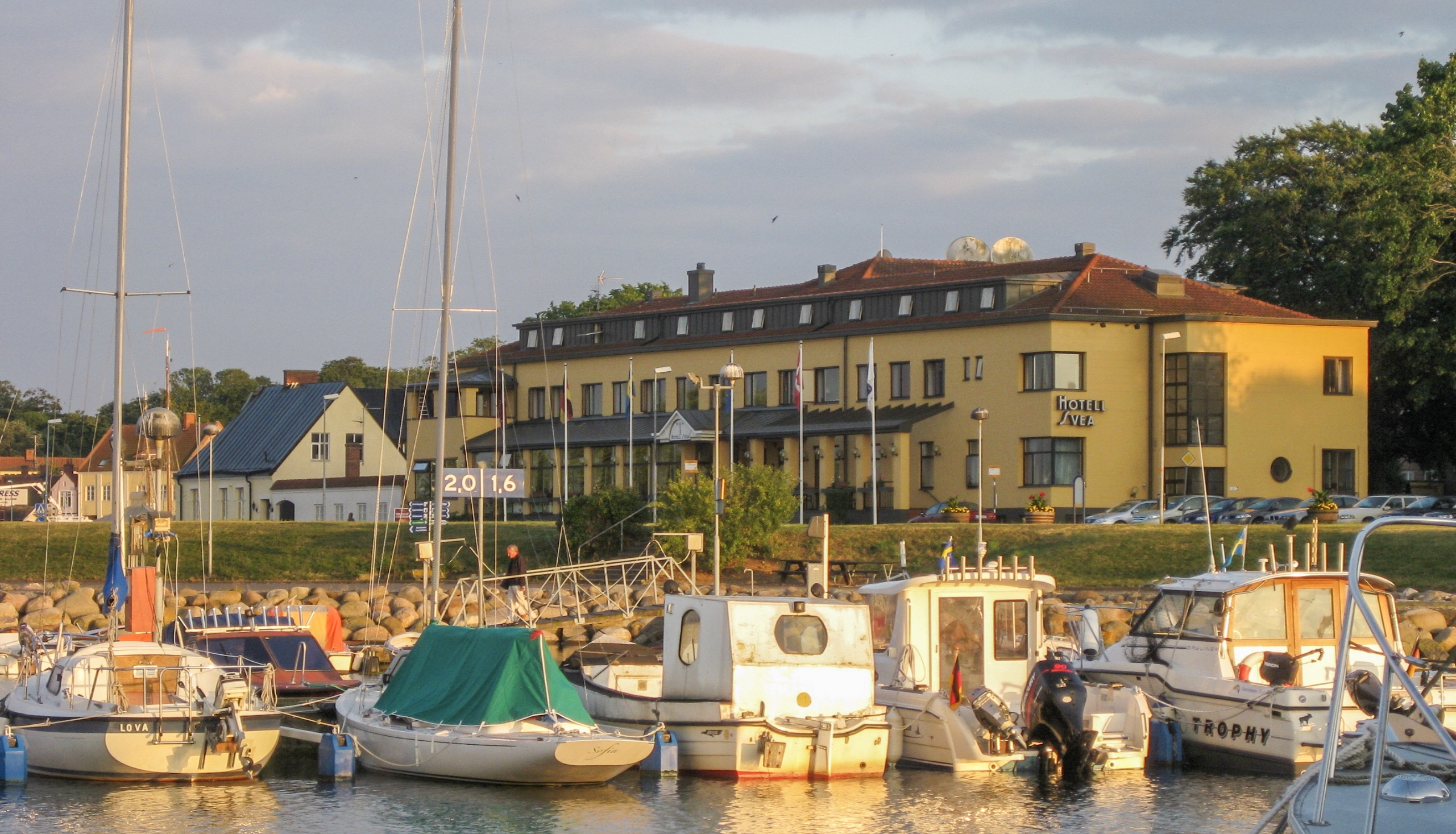
Отель Svea в гавани Симрисхамна
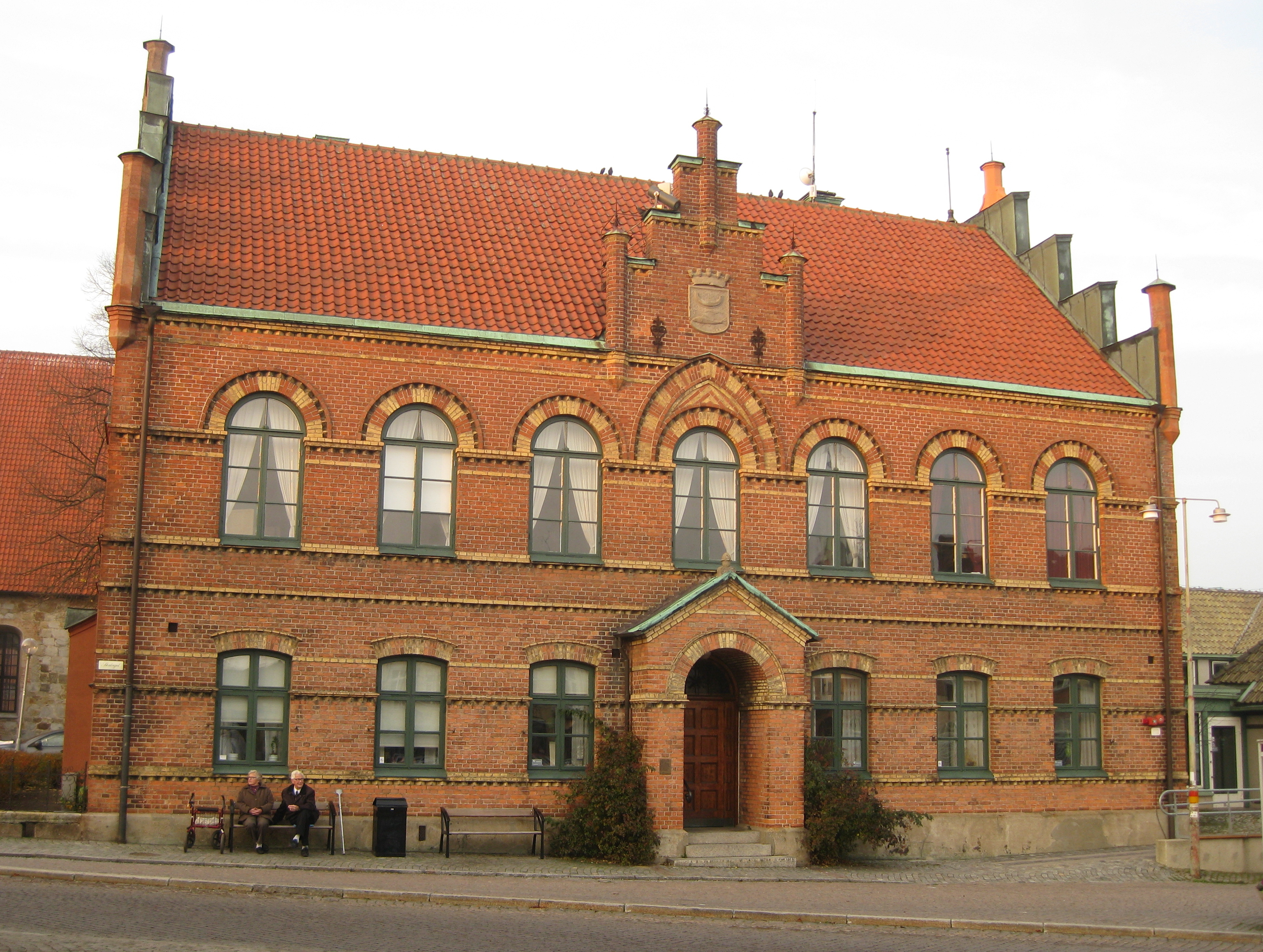
Старая ратуша
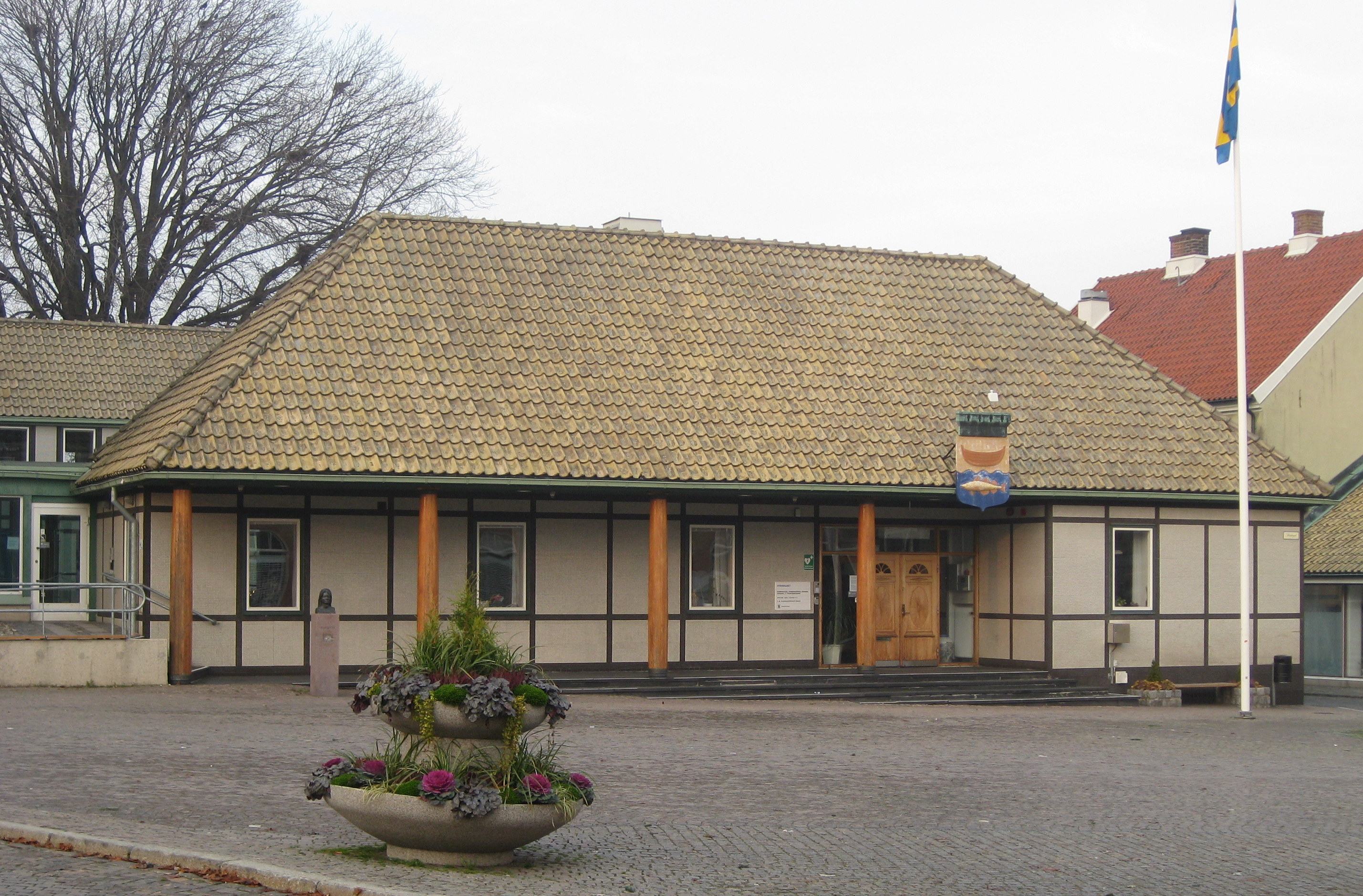
Новая ратуша
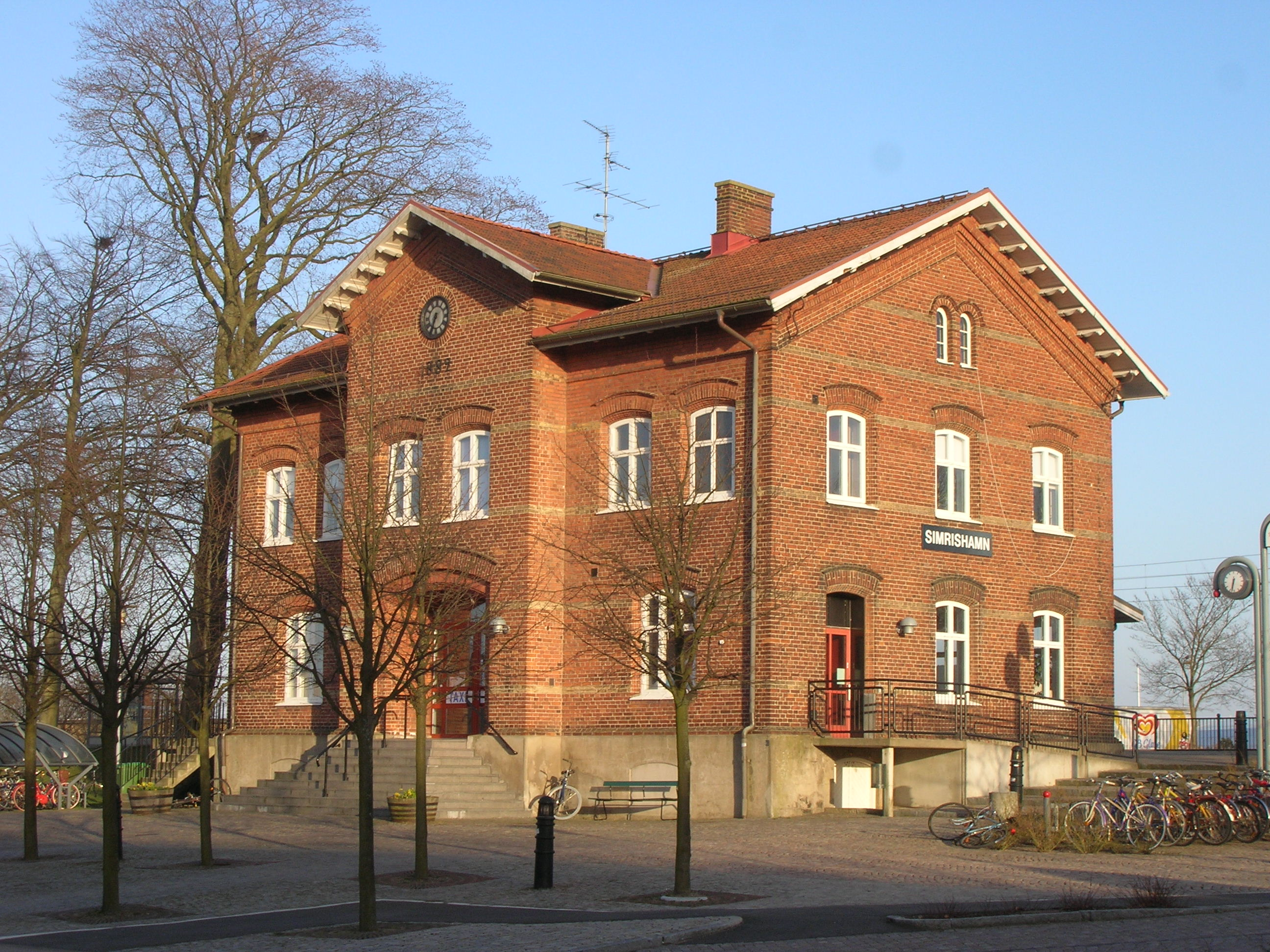
Вокзал Симрисхамна
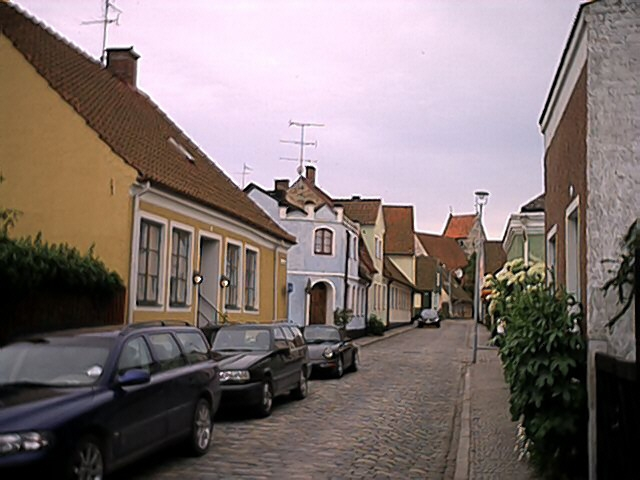
Улица в Симрисхамне